# Natalija Đorđević
Natalija Đorđević (Zagreb, 22. lipnja 1975.) je hrvatska kazališna, televizijska i filmska glumica.

## Filmografija

### Televizijske uloge
- "Zlatni vrč" kao vračara (2004.)
- "Kad zvoni?" kao pacijentica #1 (2005.)
- "Bitange i princeze" kao čudna cura (2005.)
- "Naša mala klinika" kao Silvija Romanescu (2006.)
- "Cimmer fraj" kao mladenka (2008.)
- "Stipe u gostima" kao dr. Balenić i Lidija (2008. i 2011.)
- "Tajni dnevnik patke Matilde" kao patka Matilda i patka rođakinja Jenny (1 epizoda) (2009. – 2014.)
- "Luda kuća" kao Nevena (2010.)
- "Počivali u miru" kao Ester (2013.)
- "Crno-bijeli svijet" kao Šupičina tajnica (2020.)
- "Oblak u službi zakona" kao gospođa u spavaćici (2022.)
- "San snova" kao Barbara Žanić (2023.)
- "Sjene prošlosti" kao gđa. Kačić (2025.)

### Filmske uloge
- "Radio i ja" (2004.)
- "Slučajna suputnica" kao djevojka #1 (2004.)
- "Pušća Bistra" kao Mariola (2005.)
- "Libertas" kao Columbina (2006.)
- "Naši sretni trenuci" kao tajnica (2007.)
- "Cvjetni trg" kao medicinska sestra (2012.)
- "Novogodišnji pidžama party" kao teta Naca (2013.)

### Sinkronizacija
- "Bajke s druge strane prozora: Blagdanska pripovijest o rogatoj skitnici" kao gospođa Mišica (1997.)
- "Prava priča...O malom čajniku" kao Alisa i Allison (1999.)
- "Prava priča...O velikoj zvijezdi" kao djevojčica (2000.)
- "Prava priča...O Humpty Dumptyju" (2000.)
- "Prava priča...O mjesečevom kraljevstvu" kao Krijesnica (2000.)
- "Prava priča...O trima mačićima" kao mačić #2 (2000.)
- "Prava priča...O cirkusovoj balerini" kao mišica balerina iz cirkusa (2000.)
- "Prava priča...O Beebee Crnoj ovci" (2000.)
- "Prava priča...O začaranome kraljeviću" kao kraljevna (2000.)
- "Prava priča...(ostali animirani filmovi) - ostali likovi
- "Ivančica i Maslačak" kao Ivančica
- "Anđelina balerina" kao balerina Anđelina (2002.)
- "Bobi i Bero" kao Marta i sporedni likovi
- "Arthur u zemlji Minimoya" kao Arthurova majka Rose (2006.)
- "Arthur i Maltazardova osveta" kao Rose (2009.)
- "Arthur 3: Rat dvaju svjetova" kao Rose (2010.)
- "Sammy na putu oko svijeta" kao Snješka (2010.)
- "MaksimUm" kao MaksimUmova majka (2010.)
- "Medvjedić Paddington, 2" kao Mary Brown (2014., 2017.)
- "FILM Susjedstvo Tigrića Danijela - Želiš li biti naš susjed?" kao Doktorica Kljunaš (2020.)
- "Susjedstvo Tigrića Danijela" kao Doktorica Ana, Katarinina mama Henrietta i Kraljica Sara Subota (2020.)
- "Kuća obitelji Glasnić" kao Casey (2020.)

## Vanjske poveznice
- Natalija Đorđević u internetskoj bazi filmova IMDb-u (engl.)